# فرودگاه ایالتی اوویهی رزرووار
 فرودگاه ایالتی اوویهی رزرووار (به انگلیسی: Owyhee Reservoir State Airport) یک فرودگاه همگانی است که یک باند فرود خاک دارد و طول باند آن ۵۶۱ متر است. این فرودگاه در کشور ایالات متحده آمریکا قرار دارد و در ارتفاع ۸۱۷ متری از سطح دریا واقع شده است.